# Landkreis Ahrweiler
Landkreis Ahrweiler er en Landkreis i den nordlige del af tyske delstat Rheinland-Pfalz.  
Den grænser til følgende landkreise: (fra nord og i urets retning) Euskirchen, Rhein-Sieg og byen Bonn (Nordrhein-Westfalen). Neuwied, Mayen-Koblenz og Vulkaneifel i syd.
Bad Neuenahr-Ahrweiler fungerer som administrationsby. 

## Geografi
Ahrweiler er placeret i den nordlige ende af Eifel bjergkæden. Racerbanen Nürburgring er placeret i kreisen.

## Byer og kommuner
Landkreis Ahrweiler består af 74 byer og kommuner, hvoraf fire er uafhængige byer og  og resten fordelt i fire forbundskommuner (Verbandsgemeinden).
Kreisen havde 129727  indbyggere pr.  2018-12-31

Byer
1. Bad Neuenahr-Ahrweiler, (28251)
2. Grafschaft (10992)
3. Remagen, (17032)
4. Sinzig, (17614)

Verbandsgemeinden med tilhørende kommuner:
| (* markerer administrationsby) | |
| - 1. Verbandsgemeinde Adenau 1. Adenau, Stadt * (2962) 2. Antweiler (494) 3. Aremberg (215) 4. Barweiler (384) 5. Bauler (64) 6. Dankerath (74) 7. Dorsel (190) 8. Dümpelfeld (588) 9. Eichenbach (70) 10. Fuchshofen (93) 11. Harscheid (133) 12. Herschbroich (269) 13. Hoffeld (278) 14. Honerath (160) 15. Hümmel (471) 16. Insul (464) 17. Kaltenborn (354) 18. Kottenborn (166) 19. Leimbach (467) 20. Meuspath (148) 21. Müllenbach (467) 22. Müsch (218) 23. Nürburg (164) 24. Ohlenhard (148) 25. Pomster (157) 26. Quiddelbach (248) 27. Reifferscheid (496) 28. Rodder (237) 29. Schuld (671) 30. Senscheid (90) 31. Sierscheid (90) 32. Trierscheid (68) 33. Wershofen (897) 34. Wiesemscheid (247) 35. Wimbach (443) 36. Winnerath (186) 37. Wirft (165) | - 2. Verbandsgemeinde Altenahr 1. Ahrbrück (1185) 2. Altenahr * (1870) 3. Berg (1274) 4. Dernau (1714) 5. Heckenbach (236) 6. Hönningen (1052) 7. Kalenborn (678) 8. Kesseling (598) 9. Kirchsahr (364) 10. Lind (546) 11. Mayschoß (911) 12. Rech (564) - 3. Verbandsgemeinde Bad Breisig 1. Bad Breisig, Stadt * (9460) 2. Brohl-Lützing (2487) 3. Gönnersdorf (613) 4. Waldorf (854) - 4. Verbandsgemeinde Brohltal 1. Brenk (178) 2. Burgbrohl (3169) 3. Dedenbach (471) 4. Galenberg (215) 5. Glees (593) 6. Hohenleimbach (373) 7. Kempenich (1857) 8. Königsfeld (705) 9. Niederdürenbach (963) 10. Niederzissen * (2699) 11. Oberdürenbach (645) 12. Oberzissen (1087) 13. Schalkenbach (806) 14. Spessart (786) 15. Wassenach (1240) 16. Wehr (1105) 17. Weibern (1504) |